# پای ماهی
پای ماهی، همچنین به عنوان پای ماهیگیر نیز شناخته می‌شود، یک غذای سنتی بریتانیایی است.

## ریشه
به گفته Cook's Illustrated، این ظرف احتمالاً به عنوان ظرفی برای قرض دادن ساخته شده است که از ضایعات ماهی استفاده می‌کند. کتاب آشپزی جدید جان مورل در سال ۱۶۱۵ حاوی دستور العمل‌هایی برای پای مارماهی و کپور بود که به ضایعات نیاز داشت. جساپ وایتهد در سال ۱۸۸۹ ، کتاب راهنمای مهمانداری و راهنمای پذیرایی مهمانی، به آشپز دستور می‌دهد که ماهی را غیرقانونی کند، سپس آن را آبکش کرده و قبل از پخت آن را با خامه بپوشاند.

## مواد اولیه
این پای معمولاً با ماهی تازه و دودی (به عنوان مثال ماهی کاد، شاه ماهی، ماهی قزل آلا یا هالیبوت) یا غذاهای دریایی در سس سفید یا سس پنیر چدار که با استفاده از شیری که ماهی در آن پخته شده درست می‌شود، درست می‌شود. تخم مرغ آب‌پز سفت یک ماده اضافی رایج است. گاهی جعفری یا پیازچه به سس اضافه می‌شود. در فر در ظرفی عمیق پخته می‌شود، اما معمولاً با پوستهٔ شیرینی پفی که با بیشتر پای‌های خوش طعم (مانند استیک و پای کلیوی) مرتبط است، درست نمی‌شود.
به جای یک محفظه شیرینی که پای را در بر می‌گیرد، رویه ای از پوره سیب زمینی (گاهی با پنیر یا سبزیجاتی مانند پیاز و تره فرنگی اضافه می‌شود) برای پوشاندن ماهی در حین پخت استفاده می‌شود. این غذا گاهی به عنوان پای ماهیگیر شناخته می‌شود زیرا رویه پوره سیب زمینی شبیه به چیزی است که برای پای چوپان استفاده می‌شود.

## پای ماهی رویال
هدایای پای ماهی به پادشاه برای مناسبت‌های مختلف یک سنت رایج بود. طبق سنت روزه‌داری، شهر یارموث موظف بود ۱۰۰ شاه‌ماهی را در دوجین پای بپزد و برای پادشاه بفرستد. پیشین لانتونی , گلاستر، مارماهی و کپور پخته شده به عنوان یک پای به عنوان هدیه به هنری هشتم در 1530. در سال ۱۷۵۲ یکی برای شاهزاده ولز فرستاده شد. این سنت در زمان سلطنت ملکه ویکتوریا نیز ثبت شد.

## نگارخانه

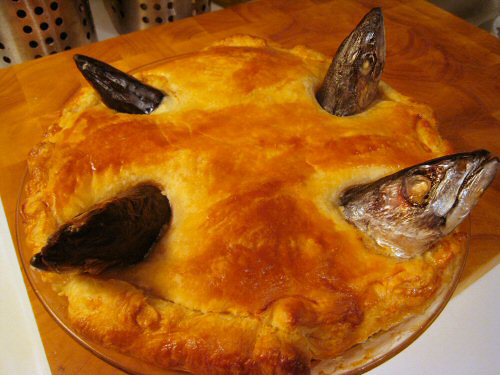
پای ستارگان یک پای سنتی کورنی است که با سرهای پیلچارد بیرون زده از پوسته تهیه می‌شود.
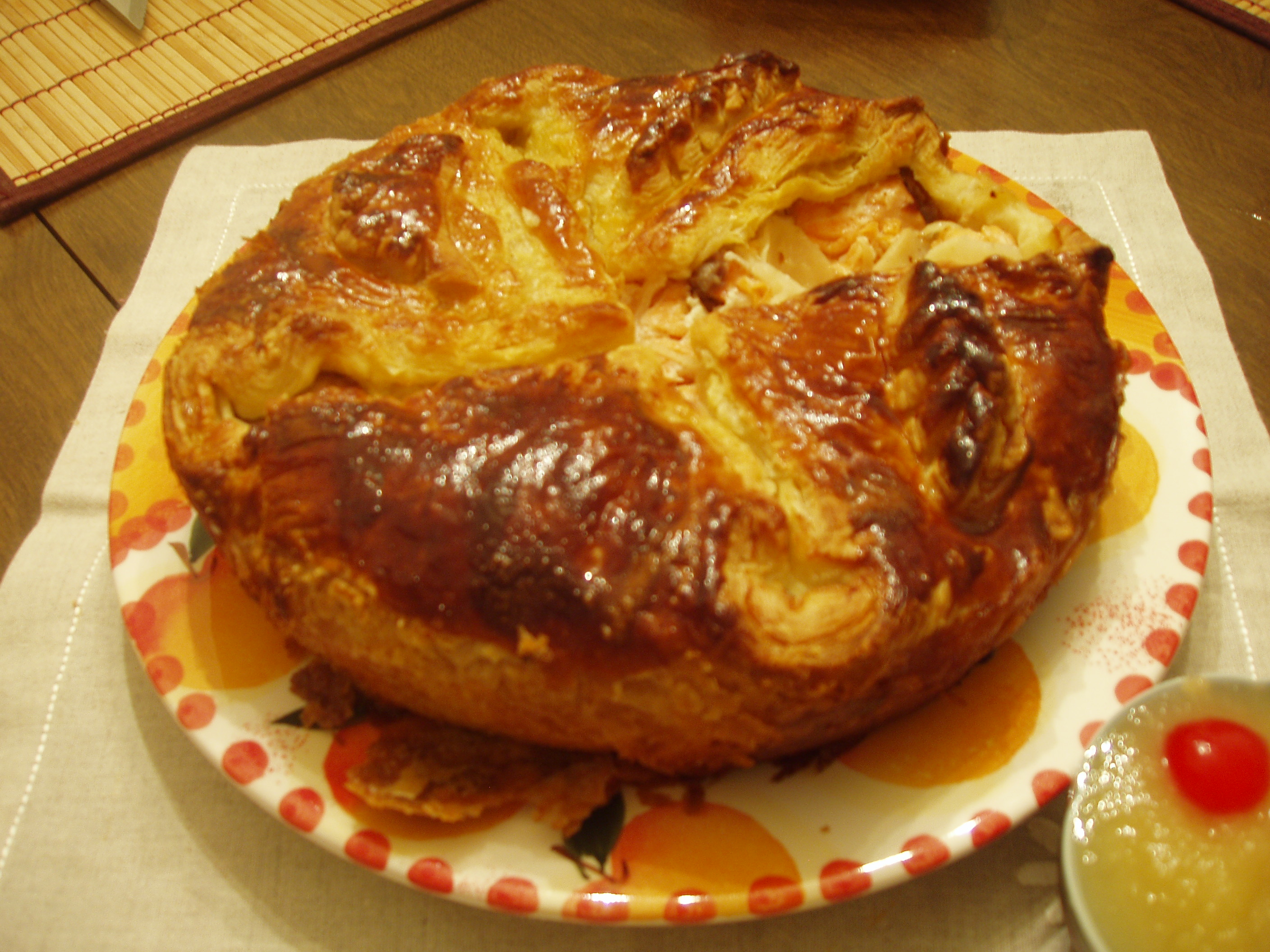
پای ماهی نیز در بخش‌هایی از روسیه رایج است.
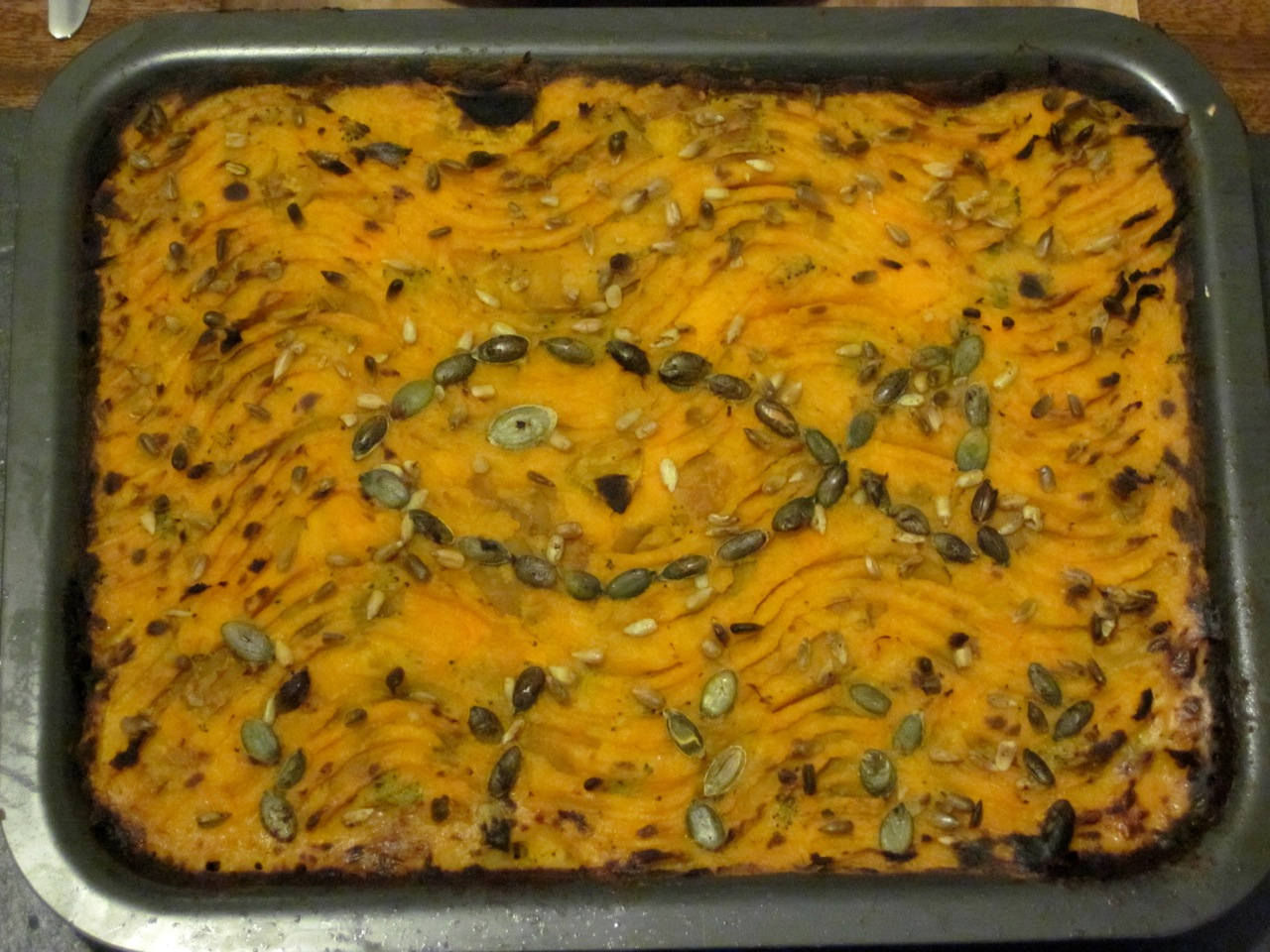
پای ماهی با رویه سیب زمینی شیرین

## یادداشت
1. 1 2 3 4 5 6 7  Dunn, Steve (30 November 2021). "Britain's Coziest Pie". Cook's Illustrated (به انگلیسی). Retrieved 2022-01-25. {{cite web}}: zero width space character in |url= at position 311 (help)
2. ↑  Chambers Book of Days - February 24th, FISH AND FISH PIES IN LENT
3. 1 2